# ناحية مركزية دير
الناحية المركزية لمقاطعة دير (بالفارسية: بخش مرکزی شهرستان دیر) هي ناحية في مقاطعة دير التابعة محافظة بوشهر في إيران. في تعداد عام 2006، كان عدد سكانها 39,119 37,858 نسمة في 8,095 عائلة.